# Turtle Islands (Sierra Leone)

Die Turtle Islands (deutsch Schildkröten-Inseln), offiziell Turtle Island Group, sind eine Inselgruppe im Atlantischen Ozean vor der Küste des westafrikanischen Staates Sierra Leone. Sie liegen unmittelbar westlich der Sherbro-Insel und bestehen aus acht Inseln (
).
Die Turtle Islands sind als Brutgebiet für Meeresschildkröten bekannt.

## Geographie
Die Inseln sind allesamt flach und von tropischem Buschland sowie Kokospalmen bedeckt. Im Süden befinden sich auf allen Inseln ausgedehnte Sandstrände. Die größeren fünf Inseln werden von Fischern bewohnt. Die größte Ansiedlung befindet sich auf der Insel Baki.

### Inseln
| Name                | Koord.                          | Max. Ausdehnung (m × m) | Fläche (km²) | Einwohner | Einw/km² | Foto |
| ------------------- | ------------------------------- | ----------------------- | ------------ | --------- | -------- | ---- |
| Baki (Bakie, Bakay) | 7° 35′ 40,7″ N, 13° 0′ 43,8″ W  | 2000 × 2000             | 1,35         |           |          |      |
| Baoma (Moot, Mut)   | 7° 37′ 55,6″ N, 13° 3′ 10,9″ W  | 5500 × 2000             | 5,3          |           |          |      |
| Bumpetuk            |                                 |                         |              |           |          |      |
| Chepo               | 7° 35′ 17,7″ N, 12° 55′ 31,6″ W | 800 × 700               | 0,5          |           |          |      |
| Hoong               | 7° 40′ 23,4″ N, 13° 3′ 55,6″ W  | 1700 × 400              | 0,5          |           |          |      |
| Nyangei             | 7° 37′ 47,4″ N, 12° 57′ 28″ W   | 500 × 120               | 0,05         | ± 400     | 8000     | Foto |
| Sei                 | 7° 38′ 7,6″ N, 12° 59′ 47,7″ W  | 1500 × 950              | 1,0          |           |          |      |
| Yele                | 7° 34′ 54,5″ N, 12° 58′ 43,2″ W | 4000 × 2900             | 4,5          |           |          |      |

Anmerkung: Flächenangaben und Ausdehnung basieren auf Google Earth Pro sofern nicht anders angegeben.